# Agnieszka Grochowska
Agnieszka Grochowska (Varsóvia, 31 de dezembro de 1979) é uma atriz polonesa. Ela já atuou em mais de vinte filmes.

## Biografia
Ela nasceu em 31 de dezembro de 1979 em Varsóvia. Ela se formou na Academia Nacional de Arte Dramática em 2002. Em 2003, começou a trabalhar no Studio Theatre em Varsóvia.
Ela recebeu o Prêmio Shooting Stars de 2007. Por seu papel em Shameless (2012), ela recebeu o Prêmio Eagle de Melhor Atriz, enquanto suas atuações em The Welts (2004), In Darkness (2011) e Walesa (2013) lhe rendeu três indicações adicionais. Grochowska também foi reconhecida como a Melhor Atriz por seu papel na comédia norueguesa Upperdog (2009) no Prêmio Amanda, e recebeu o Polish Film Festival Awards por Trzy Minuty - 21:37 (2011) e Obce niebo (2015). Foi indicada ao Prêmio Kanon, concedido no Kosmorama International Film Festival, em Trondheim. Seus outros papéis notáveis incluem Julia em Just Love Me (2006) e Joanna em Expecting Love (2008). Atuou em um papel coadjuvante no drama musical Teen Spirit de 2018 , onde interpretou a mãe da personagem de Elle Fanning, Marla.
Grochowska foi homenageada com a Cruz de Mérito de Ouro e a Medalha de Bronze de Mérito à Cultura - Gloria Artis pelo governo polonês por suas contribuições à cultura polonesa. Desde julho de 2004, ela é casada com o diretor Dariusz Gajewski. Em 2012 nasceu seu primeiro filho - Władysław, e em 2016 o segundo - Henryk.